# Sistem vigesimal
| Zecimal | Vigesimal | Vigesimal |
| ------- | --------- | --------- |
| 0       | 0         | 0         |
| 1       | 1         | 1         |
| 2       | 2         | 2         |
| 3       | 3         | 3         |
| 4       | 4         | 4         |
| 5       | 5         | 5         |
| 6       | 6         | 6         |
| 7       | 7         | 7         |
| 8       | 8         | 8         |
| 9       | 9         | 9         |
| 10      | A         | A         |
| 11      | B         | B         |
| 12      | C         | C         |
| 13      | D         | D         |
| 14      | E         | E         |
| 15      | F         | F         |
| 16      | G         | G         |
| 17      | H         | H         |
| 18      | I         | J         |
| 19      | J         | K         |

Sistemul vigesimal este un sistem de numerație pozițional, având baza 20. Utilizează 20 de cifre pentru a reprezenta numere reale. Împărtășește multe proprietăți comune cu sistemul de numerație în bază fixă, printre care posibilitatea de a reprezenta orice număr real într-o modalitate unică și posibilitatea de reprezentare a numerelor raționale și iraționale. Denumirea lui vine de la numeralul din limba latină vicesima = 20.
O cifră vigesimală conține o cantitate de informație de {\displaystyle \log _{2}20\approx 4,322} bit.

## Cifre
Sistemul vigesimal are douăzeci de cifre, cu zece mai multe ca sistemul zecimal obișnuit. O metodă modernă este de a nota cifrele mai mari de 9 cu litere, de exemplu valoarea 10 cu litera A20 (indicele 20 indică baza 20), valoarea 19 cu litera J20, iar valorile intermediare cu literele corespunzătoare din alfabet. Metoda este identică cu procedeul folosit în informatică pentru a nota în sistemul hexazecimal valorile peste 9 cu literele „A–F”. O versiune mai puțin folosită este de a omite litera "I" pentru a evita confundarea lui I20 cu cifra 1. În această variantă valoarea 18 este notată J20, iar 19 cu K20. Valoarea 20 apare drept 1020.
În continuarea articolului se folosește prima variantă de notații, cu literele A–J. Numerele zecimale se referă la valorile zecimale, iar cele vigesimale au litere sau indicele „20”.

### Conversie
Cu notațiile de alături:
2020 înseamnă 40 în zecimal = (2 × 201) + (0 × 200)
D020 înseamnă 260 în zecimal = (13 × 201) + (0 × 200)
10020 înseamnă 400 în zecimal = (1 × 202) + (0 × 201) + (0 × 200).
Evident, tabla înmulțirii este mult mai mare, având dimensiunile de 20 × 20.

## Uz
20 este folosit ca bază în multe limbi europene, cel puțin în ceea ce privește structura lingvistică a numelor anumitor numere (deși un sistem vigesimal consistent, bazat pe puterile 20, 400, 8000… nu este utilizat în general).

### Africa
- Sistemul vigesimal este unul obișnuit în Africa, de exemplu numerele Yorùbá: Ogún, 20, este blocul numeric de bază; Ogójì, 40, (Ogún-méjì) = 20 × 2 (èjì); Ọgọ́ta, 60, (Ogún-mẹ́tațț) = 20 × 3 (ẹ̀ta); Ọgọ́rin, 80, (Ogún-mẹ́rin) = 20 × 4 (ẹ̀rin); Ọgọ́rùn-ún, 100, (Ogún-márùn-ún) = 20 × 5 (àrún).

16 (Ẹẹ́rìndínlógún) = cu 4 mai puțin ca 20; 17 (Ẹẹ́tàdínlógún) = cu 3 mai puțin ca 20; 18 (Eéjìdínlógún) = cu 2 mai puțin ca 20; 19 (Oókàndínlógún) = cu 1 mai puțin ca 20,
21 (Oókànlélógún) = 1 mai mult ca 20; 22 (Eéjìlélógún) = 2 mai mult ca 20; 23 (Ẹẹ́tàlélógún) = 3 mai mult ca 20; 24 (Ẹẹ́rìnlélógún) = 4 mai mult ca 20; 25 (Aárùnlélógún) = 5 mai mult ca 20.

### Americi

Cifrele Maya sunt pentru un sistem cu baza 20

- 20 a fost baza sistemelor de numerație ale Mayașilor și Aztecilor. Numele Maya ale puterilor lui 20 erau: kal (20), bak (202 = 400), pic (203 = 8,000), calab (204 = 160,000), kinchil (205 = 3,200,000) and alau (206 = 64,000,000). Aztecii le numeau: cempoalli (1 × 20), centzontli (1 × 400), cenxiquipilli (1 × 8,000), cempoalxiquipilli (1 × 20 × 8,000 = 160,000), centzonxiquipilli (1 × 400 × 8,000 = 3,200,000), iar cempoaltzonxiquipilli (1 × 20 × 400 × 8,000 = 64,000,000). De notat că prefixele ce(n/m) înseamnă "un/o" (ca în "o sută" și "o mie") și sunt înlocuite cu denumirile cifrelor cu care se înmulțescputerile. De examplu, ome (2) × poalli (20) = ompoalli (40), ome (2) × tzontli (400) = ontzontli (800). Sufixele -li în poalli (și xiquipilli) și -tli în tzontli indică ntive și se atașează la sfârșitul cuvintelor; astfel poalli, tzontli și xiquipilli se compun ca poaltzonxiquipilli (nu ca poallitzontlixiquipilli).
- Tlingiții foloseau baza 20.

### Asia
- Sunt folosite sisteme de numerație cu baza 20: Dzongkha (în Bhutan), în limba Atong (NE Indiei).[1] În limbile Santali și Munda (India), "cincizeci" se spune bār isī gäl, literal "două douăzeci și zece".[2] Se mai folosesc și sistemul Burushaski etc.
- În Asia de Est în limba Ainu hotnep = 20, wanpe etu hotnep (încă 10 până la de două ori 20) = 30, tu hotnep (de două ori 20) = 40, ashikne hotnep (cinci de douăzeci) = 100.
- Ciukcii au un sistem de numerație vigesimal.[3]

### Europa
- În limba franceză vingt (20) este folosit în denumirile numerelor de la 70 la 99: soixante-quinze (șaizeci-cincisprezece) = 75, quatre-vingts (patru-douăzeci) = 80, quatre-vingt-seize (patru-douăzeci-șaisprezece) = 96.
- În limba daneză tyve (20) este folosit în denumirile numerelor de la 50 la 99: tres, prescurtare de la tresindstyve = 3 × 20 = 60.
- În limba bretonă ugent (20) este folosit în denumirile numerelor de la 40 la 49 și de la 60 la 99: daou-ugent = 2 × 20 = 40, iar triwec'h ha pevar-ugent = 3×6 + 4×20 = 98.
- În limba velșă ugain (20) este folosit în denumirile numerelor până la 50 și de la 60 până la 100.Deși actual sistemul zecimal devine preferat, vechiul sistem se păstrează pentru numeralele ordinale.

Expresii asemănătoare se întâlnesc în limbile scoțiană, albaneză,
georgiană, bască, și în dialectul Resian din Italia al limbii slovene.

### În informatică
Sistemul Open Location Code⁠(d) folosește la codificarea zonelor geografice și a coordonatelor baza 20. Pentru a evita confuziile se folosesc cifre și litere „sigure” din cuvinte ușor de recunoscut, ca în tabelul următor:
| Valori numerice  | 0 | 1 | 2 | 3 | 4 | 5 | 6 | 7 | 8 | 9 | 10 | 11 | 12 | 13 | 14 | 15 | 16 | 17 | 18 | 19 |
| Cifre vigesimale | 2 | 3 | 4 | 5 | 6 | 7 | 8 | 9 | C | F | G  | H  | J  | M  | P  | Q  | R  | V  | W  | X  |